# Kjetil Borch
Kjetil Borch (Tønsberg, 14 februari 1990) is een Noors roeier.
Borch maakte zijn debuut tijdens de wereldkampioenschappen roeien 2010 met een vierde plaats in de dubbel-twee. Borch nam samen met Nils Jakob Hoff deel aan de Olympische Zomerspelen 2012 en behaalden de zevende plaats. Een jaar later werd Borch wederom samen met Hoff wereldkampioen in de dubbeltwee. Tijdens de Olympische Zomerspelen 2016 behaalde Borch samen met Olaf Tufte de bronzen medaille in de dubbel-twee. In 2018 werd Borch wereldkampioen in de skiff. Een jaar later haalde hij brons. Tijdens de Olympische Spelen van 2021 in Tokio was het zilver in de skiff voor Borch.

## Resultaten

### Olympische Zomerspelen
| Jaar | Plaats         | Resultaten           |
| ---- | -------------- | -------------------- |
| 2012 | Londen         | 7e in de dubbel-twee |
| 2016 | Rio de Janeiro | in de dubbel-twee    |
| 2021 | Tokio          | in de skiff          |

### Wereldkampioenschappen roeien
| Jaar | Plaats              | Resultaten            |
| ---- | ------------------- | --------------------- |
| 2010 | Cambridge           | 4e in de dubbel-twee  |
| 2011 | Bled                | 8e in de dubbel-twee  |
| 2013 | Chungju             | in de dubbel-twee     |
| 2014 | Amsterdam           | 10e in de dubbel-twee |
| 2015 | Aiguebelette-le-Lac | 12e in de dubbel-twee |
| 2017 | Sarasota            | 5e in de dubbel-twee  |
| 2018 | Plovdiv             | in de skiff           |
| 2019 | Ottensheim          | in de skiff           |